# Deividas Mikelionis
Deividas Mikelionis (ur. 8 maja 1995 w Kownie) – litewski piłkarz grający na pozycji bramkarza w klubie Kauno Žalgiris.

## Kariera
Karierę rozpoczął w Žalgirisie Kowno. 28 maja 2015 zadebiutował w reprezentacji Litwy U-21 w meczu przeciwko reprezentacji Estonii U-21. 3 dni później, 31 maja 2015 zagrał w meczu młodzieżowej reprezentacji Litwy przeciwko reprezentacji Łotwy do lat 21. 22 lutego 2017 został wypożyczony do Atlantasu Kłajpeda, z którego powrócił 31 grudnia 2017 roku.